# José María Gil-Robles y Gil-Delgado

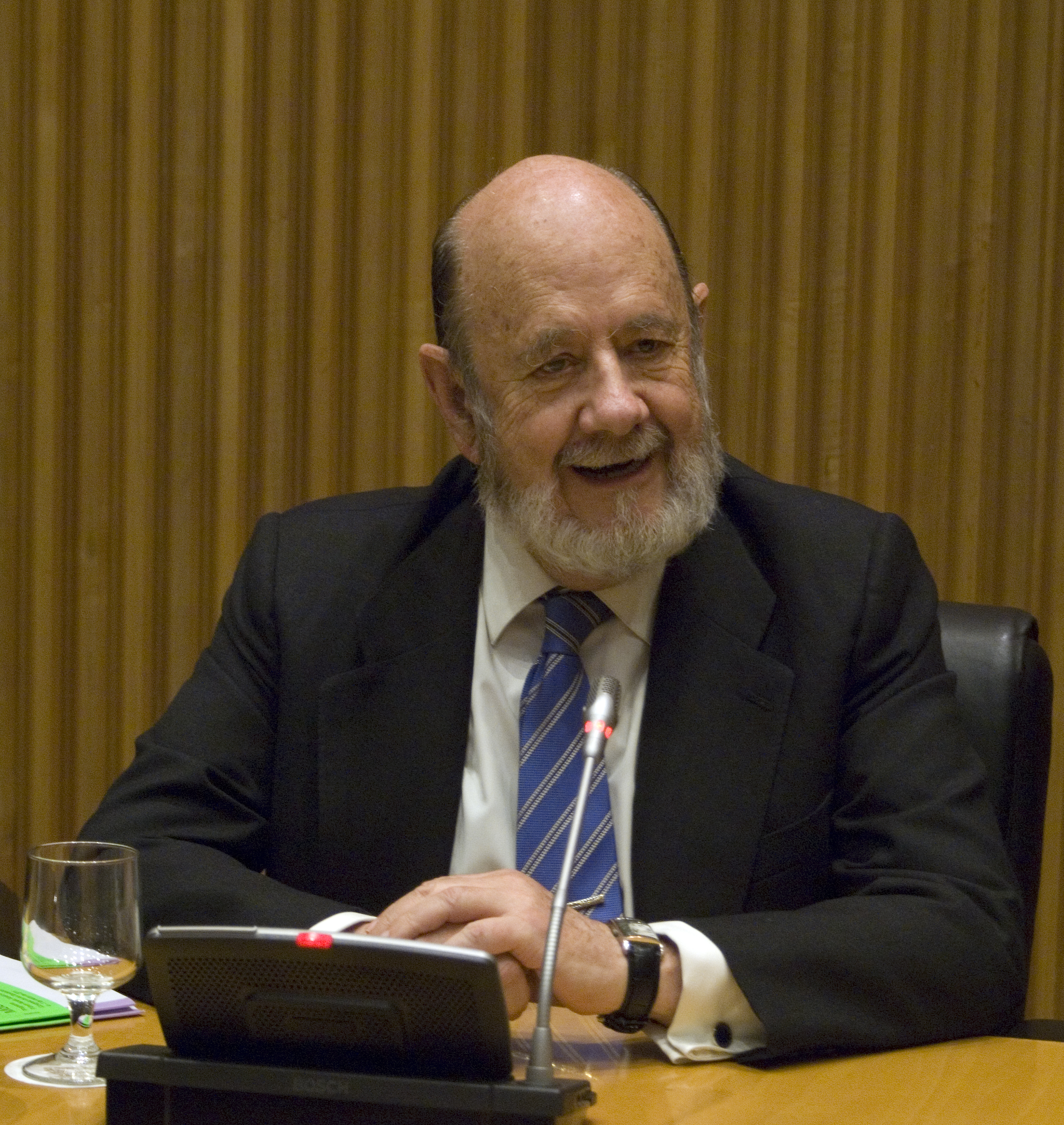
José María Gil-Robles y Gil-Delgado.

José Maria Gil Robles (Madrid, 17 juni 1935 – aldaar, 13 februari 2023) was een Spaans politicus. Hij is een voormalig Europarlementariër voor de Europese Volkspartij. Van 1997 tot 1999 was hij voorzitter van het Europees Parlement. Gil Robles is een zoon van oud-minister van oorlog José María Gil-Robles y Quiñones de León.
Hij overleed op 87-jarige leeftijd.
- Biblioteca Nacional de España: XX923238
- Catàleg d'autoritats de noms i títols de Catalunya: 981058512792606706
- Gemeinsame Normdatei: 173472060
- International Standard Name Identifier: 0000 0001 0938 6745
- Library of Congress Control Number: n85154706
- Nationale Bibliotheek van Tsjechië: xx0314467
- Nederlandse Thesaurus van Auteursnamen: 174476612
- Réseau des bibliothèques de Suisse occidentale: 02-A003295866
- Système universitaire de documentation: 077621220
- Virtual International Authority File: 116734772
- WorldCat: E39PBJd8gVRm4XdFRmdwQ669Xd